# Sábado bus
Sábado Bus fue un programa de televisión argentino de entretenimientos e interés general argentino emitido por Telefe desde 1999 hasta 2000 y por Canal Trece en el año 2001. Regresó con la misma producción en el 2011 en Telefe.

## Temporadas

### Temporada 1999-2001
El programa se emitía en el horario de 20 a 22 horas y consistía en una especie de programa ómnibus, con muchas secciones, de una producción muy grande y con altos costos y larga duración en el cual se invitaba a famosos a cenar y charlar con el conductor, mientras se iban reproduciendo distintas secciones con una estética cuidada. Los famosos participaban en distintos juegos y colaboraban de esa forma con alguna entidad benéfica.
En el inicio del programa, se procedía a presentar a los famosos invitados, quienes descendían de un autobús y luego por una escalera (posteriormente se cambió a una escalera mecánica luego de que varios invitados tropezaran o se cayeran durante el descenso) para una cena en donde se les hacía mini entrevistas, con la presencia de un psicólogo, el cual cumplía la función de analizar cada una de las respuestas para al final brindarles un perfil de cada uno de los participantes. La cena se hacía sobre una mesa giratoria la cual se ubicaba estratégicamente a espaldas del público presente para presenciar un espectáculo visual. Finalizado este, la mesa volvía a girar para ubicarse frente a las cámaras.
Durante la cena, se pasaban secciones que previamente habían hecho los famosos, como "La Villana de Turno", "El Almanaque" o "Macho Bus" en donde se hacía una producción fotográfica. 
El programa fue un éxito, ubicándose en primer lugar en su franja horaria de los días sábado. Ganó el premio Martín Fierro al mejor programa de entretenimientos y en el año 2000 ganó el Martín Fierro de Oro, el cual fue otorgado a Repetto por su labor en conducción.

### Temporada 2011
Finalmente, Sábado Bus empezó el 2 de julio de 2011 nuevamente por Telefe con un promedio de 14.4, quedando como lo más visto en el canal y el tercero más visto en el día. En la primera emisión compitió con Sábado Show y el Cantando por un Sueño 2011.
En cuanto al índice de audiencia, en su comienzo promedió 14.4 contra los 18.3 de Sábado Show y los 19.9 del Cantando por un Sueño 2011.
A este año además del tradicional juego del "corchito" (de los 9 participantes se van eliminando de a uno durante el programa y quedan dos para el juego final) y el auto de premio al ganador, se agregó el regalo de la moto al primer eliminado, el que no participa por el auto; y además hay una nueva sección que se agrega a la de Macho bus, es la de Muñeca bus.
En su primer programa estuvo Pablo Echarri, y desmintió los rumores de separación de su esposa, Nancy Dupláa, también el conductor comentó que tuvo un romance con la actriz Cecilia Roth. También hubo enojos de parte de sus invitados, Repetto le hizo bromas a Emilia Attias sobre su esposo, el Turco Naím. El 17 de julio se confundió de nombre, en vez de decirle Geraldine Neumann dijo "Gisele", la modelo no contestó nada. Cristian Urrizaga le reclamó en vivo por la emisión de su Macho Bus, quería que la sección en la que había participado (Macho Bus) saliera, y lo invitaran, primero, en su lugar salió el video de Christian Sancho.
El 13 de agosto fue de invitada la actriz Valeria Bertuccelli y realizó un comentario negativo sobre uno de sus auspicios, y posteriormente fue retirado del programa. Después de ese escándalo la actriz dijo que: "estaba borracha y fue una broma".
Finalizó el 3 de diciembre de 2011.